# Alacarte
Alacarte（以前称作Simple Menu Editor for GNOME或SMEG）是一个GNOME桌面的菜单编辑器。它现在作为GNOME 的一部分。
菜单 "Places" 不可以直接编辑。 你可以通过以下命令编辑places菜单：$gedit ~/.gtk-bookmarks，或使用gconf-editor（如。／system/storage/drives/_org_freedesktop_.../mount_options）.